# Poble dels artesans d'Amarna
El poble dels artesans d'Amarna es trobava en el desert oriental d'Amarna, la capital construïda pel faraó Akhenaton, prop de la necròpolis del sud.
Encara que en l'actualitat una gran part està aïllada d'Amarna en comparació amb altres parts, inclosa la ciutat principal, el poble dels artesans ha proporcionat molts artefactes ben conservats i edificis, que han permès que els arqueòlegs que el visiten puguin recollir molta informació de com la societat va treballar aquí abans de l'abandonament d'Amarna després de la mort d'Akhenaton.
Aquest poble, igual que altres pobles d'artesans com els d'El-Lahun o Deir al-Madinah, va ser construït per als artesans que treballaven en la construcció de les tombes reials o les dels nobles.
En aquest poble, els artesans vivien amb les seves famílies en unes seixanta cases construïdes de maons d'argila, amb quatre habitacions de comoditat espartana. Durant el període d'Amarna, la població era de 310 habitants.
Igual que en Deir al-Medinah, el poble estava envoltat per un mur obert només per un sol pas estret, per evitar el desviament de materials. No obstant això, a diferència de la villa reial i seguint l'exemple de Tebes, els poble dels artesans d'Amarna va ser dissenyat sobre un pla urbà ben definit, amb carrers que es creuen en angle recte i cases amb proporcions estandarditzades.

## Història arqueològica
El poble dels artesans d'Amarna va ser excavat per primera vegada al llarg del 1921, durant l'apogeu de la descoberta d'Egipte duta a terme pels arqueòlegs occidentals de l'època. Tot i que no hi ha confirmació de quins arqueòlegs van dirigir l'excavació, una descripció dels arqueòlegs T. E. Peet i C. L. Woolley va aparèixer publicada al voltant de 1923 en el seu llibre The City of Akhenaten (La ciutat d'Akhenaton).
Mentre que el lloc va ser excavat per primera vegada en part entre 1921 i 1922, una nova excavació del poble entre els anys 1979 fins a 1986 va descobrir moltes més troballes arqueològiques. Entre els presents durant el segon període d'excavació estava l'arqueòleg estatunidenc Barry J. Kemp, que va publicar nombrosos llibres i articles relacionats amb Amarna entre els anys 1984 i 1987 amb molts detalls de l'excavació que va participar del poble dels artesans.

## El poble emmurallat
La majoria dels habitatges per als residents d'aquest poble estaven dins d'una àrea de 179 km² envoltada per un mur. Dins d'aquesta àrea es trobaven un total de 72 cases, mostrant un ordre paral·lel i separades per camins permetent així que els vilatans que vivien dins d'aquesta àrea poguessin caminar al llarg d'aquests camins fins a les seves pròpies llars. L'entrada en aquest poble era un pas estret que els vilatans que residien en aquesta zona utilitzaven tant per entrar com per sortir diàriament.
Al llarg dels dos períodes d'excavacions, s'han trobat dins d'aquestes cases nombrosos objectes que normalment s'utilitzaven en la vida quotidiana dels residents de la vila. Un d'aquests objectes són uns diminuts escarabeus artesanals destinats a rebre una benedicció del déu Aten, segons el punt de vista religiós del faraó Akhenaton.

## Les capelles i les seves pintures murals
Fora de la part emmurallada de la localitat van ser construïdes 23 capelles pels habitants del poble al llarg de la seva història. Es va utilitzar per la construcció d'aquestes capelles maons de fang i pedra, i amb freqüència s'incloïen bancs de maó, decoracions interiors i elaborades pintures murals.
La capella major, en particular, que es troba al centre de la villa i al sud-est del poble emmurallat, alberga representacions de voltors, discs solars alats, flors de lotus agrupats en rams, pintats a la paret oriental del mur del seu santuari principal. Durant els dies del regnat de faraó Akhenaton, el color principal de les parets de l'estructura principal de la capella major es va produir amb guix blanc a través del procés de revestiment d'aplicació de margues de guix. A partir d'aquest punt, en les capelles d'aquest poble es poden trobar dissenys elegants de diversos animals i altres símbols tradicionals egipcis destinats a diverses deïtats pintades a les parets, cortesia dels constructors que utilitzaven pigments de guix de colors en lloc de la coloració amb calç, utilitzada per a la resta de l'estructura de la capella. Malauradament, moltes d'aquestes pintures murals només en queden fragments repartits per la capella i una mica de guix en les parets incompletes, ja que les pintures, en el context abans esmentat, consistien en arrebossats de guix, els quals es trenquen generalment en trossos enmig de la decadència del lloc després de segles d'abandonament. Si bé aquest cas de pintura mural malmesa demostra ser cert per a la capella major, i aproximadament per a cinc més, el fet és que la major part dels fragments de pintura amb guix en parets estan al descobert a través de les excavacions, que ajuden als arqueòlegs moderns a interpretar i fins i tot a tornar a muntar les pintures de les quals provenien aquests fragments pigmentats.
El propòsit de les capelles era, d'acord amb l'arqueòleg britànic i investigador Fran Weatherhead, «experimentar un sentit de comunió amb els esperits». En el context, la presència de les capelles a tot el poble ajuda a pensar que la seva gent féia ofrenes, tant a les seves deïtats com també als éssers estimats recentment difunts, com ho demostra el fet que la majoria de les capelles es construïen només prop d'una gran àrea de tombes al nord de les esmentades capelles. Per tant, la noció de la mort recent d'éssers estimats que entren en l'altra vida justifica la presència d'un altar d'ofrenes dins de la capella major, que implica que s'alberguin altres altars d'aspecte similar per a un propòsit molt similar. Al final, una distinció entre cadascuna d'aquestes capelles es presenta en tots els déus adorats, i es respecten els seus símbols pintats a les parets.

## La importància d'aquest poble
En general, en Amarna, la major part de la pintura mural no es dedica només a representar el déu Aten costat de la família reial, si no que també és un aparador de la vida quotidiana dels ciutadans d'Amarna com a lloc pròsper, alegre i sobretot molt animat.
Atès que la majoria d'aquestes pintures murals de la ciutat principal només es conserven molts petits fragments, el nombre major de fragments del poble dels artesans pot proporcionar als arqueòlegs una millor oportunitat de comprensió de les normes socials d'aquest lloc durant el període d'Akhetaton. El propòsit del poble en si era oferir treballadors per a la construcció de diverses tombes, temples i altres projectes reials per encàrrec a través d'Amarna, sobretot en el que contribueix a les reformes religioses d'adorar al déu Aten que el faraó Akhenaton va establir durant el seu regnat.

### Significat religiós
Durant el regnat de faraó Akhenaton, el déu Aten rep una quantitat significativa d'importància en els seus punts de vista religiosos. Segons Akhenaton, Aten el va guiar cap a l'horitzó de la posta del sol natural entre Memfis i Tebes, on el faraó es va convèncer que era el lloc de naixement d'Aten. A partir d'aquí, el faraó va encarregar la construcció d'una nova capital construïda en els terrenys on es produïa aquest ocàs de l'horitzó, i que la va finalitzar durant el seu sisè any en el poder. Finalment, la devoció d'Akhenaton cap a Aten va culminar amb les seves reformes a la part religiosa de la societat egípcia, en què tot girava a adorar a la família reial, que al seu torn adorava a Aten.
La construcció de diversos temples, tombes, habitatge de l'elit i altres encàrrecs reials projectaven a cada casa una certa visió significativa des d'un cert punt de vista religiós que Akhenaton va imposar a través de les seves reformes. Així que la presència de capelles al poble dels artesans, dedicat als seus éssers estimats morts i a altres deïtats, ajuda a demostrar l'existència d'edificis religiosos fora de la reforma religiosa Aten-centrista d'Akhenaton, i que proporcionava als vilatans l'oportunitat d'adorar a les deïtats adorades abans d'aquest període.

## Anàlisi del lloc pels estudiosos més importants
Durant les excavacions de 1921-1922, l'arqueòleg T. E. Peet infereix que la recent població descoberta és «la llar d'excavadors de tombes i gravadors de tombes de la ciutat (Ciutat de Akhenaton Vol. I pàg.52).» Per descomptat, la hipòtesi de Peet no és del tot correcta donada la quantitat de contingut encara no descobert en aquest punt.
El professor Barry J. Kemp, de la Universitat de Cambridge, va estudiar el lloc d'Amarna, ja que les excavacions dirigides per Egypt Exploration Society van començar en 1979, i des de llavors ha escrit una àmplia gamma de llibres i articles relacionats amb el lloc. En el seu punt de vista, Kemp té un gran interès per la forma de vida dels habitants de les ciutats i pobles de l'antic Egipte. Ell es refereix directament a la hipòtesi de Peet en la seva retrospectiva de 1986 de l'excavació de la vila per com Peet va arribar a la seva conclusió donats els llocs, en particular de Dier al-Madinah, que va excavar i el fet d'una gran quantitat de similituds.
Amb el temps, alguns estudiosos molt importants han pres en consideració el poble dels artesans i la seva contribució en el quadre general d'Amarna, incloent Fran Weatherhead, de la Universitat de Cambridge, en la seva publicació «The Main Chapel at the Amarna Workmen's Village and its Wall Paintings alongside Kemp» (De la capella principal del poble dels artesans d'Amarna i les seves pintures murals al costat Kemp) en 2007.